# Kasal, Kasali, Kasalo
Kasal, Kasali, Kasalo is een Filipijnse film van Jose Javier Reyes geproduceerd door Star Cinema. De hoofdrollen in de romantische komedie worden gespeeld door het acteurskoppel Judy Ann Santos en Ryan Agoncillo.
Kasal, Kasali, Kasalo sleepte vele Filipijnse filmprijzen in de wacht. De film was met negen prijzen de grote winnaar van het Filmfestival van Manilla. De film won in 2007 ook zeven FAMAS Award, waaronder de FAMAS Award voor beste film en de FAMAS Award voor beste actrice. Ook bij de meeste andere Filipijnse filmprijzen sleepte de film een of meerdere nominaties of prijzen in de wacht. Naast de vele prijzen bleek Kasal, Kasali, Kasalo ook een grote kaskraker. In de eerste twee weken bracht de film 139,9 miljoen peso op, hetgeen tot dan toe slechts was overtroffen door drie andere Filipijnse films.

## Verhaal
Angie en Jed hebben totaal tegengestelde karakters en veel mensen waren dan ook verbaasd, toen ze verliefd op elkaar werden. De relatie wordt echter op de proef gesteld als Jed besluit toe te geven aan de druk van zijn ouders om bij hen en de rest van de familie in Noord-Amerika te komen wonen. Als hij op het punt staat daadwerkelijk te verhuizen, realiseert hij zich echter dat hij moet blijven. Hij doet Angie een huwelijksaanzoek en ze verloven zich.
De voorbereidingen voor de trouwerij worden echter danig in de war geschopt als hun ouders er zich mee gaan bemoeien. De problemen stapelen zich zo hoog op dat de bruiloft zelfs wordt afgeblazen. Uiteindelijk laten ze zich echter niet tegenhouden en treden ze in het huwelijk. Maar ook in hun huwelijk krijgen ze te maken met hoogte- en dieptepunten. Diverse mensen en gebeurtenissen testen hun relatie tot het uiterste. De ultieme test komt als Angie zwanger raakt en Jed door haar stemmingswisselingen vreemdgaat met een andere vrouw. De vraag hierna is of Angie en Jed het weer goed maken en zullen slagen voor deze relatietest.

## Rolverdeling
| Acteur          | Personage              | Opmerkingen |
| --------------- | ---------------------- | ----------- |
| Judy Ann Santos | Angelita "Angie"       | Hoofdrol    |
| Ryan Agoncillo  | Jerome "Jed"           | Hoofdrol    |
| Gina Pareño     | Belita                 |             |
| Gloria Diaz     | Charito                |             |
| Ariel Ureta     | Carlos                 |             |
| Derek Ramsay    | Ronnie                 |             |
| Juliana Palermo | Mariel                 |             |
| Soliman Cruz    | Rommell                |             |
| Lui Villaruz    | Erwin                  |             |
| Kat Alano       | Sandra                 |             |
| Tuesday Vargas  | Catalina               |             |
| Cheena          | Cora                   |             |
| AJ Perez        | Angie's brother - Otap |             |
| Nina Medina     | Manang Pasyang         |             |
| Gerard Pizzaras | Elmo                   |             |
| Cacai Bautista  | Myra                   |             |